# Enrique Álvarez Costas
Enrique Álvarez Costas, més conegut com a Quique Costas, (Vigo, 16 de gener de 1947) és un exfutbolista gallec de les dècades de 1960 i 1970. Va ser internacional amb la selecció catalana i amb la selecció espanyola.

## Trajectòria
Començà la seva carrera professional al Celta de Vigo el 1965. Disputà 26 a la Segona Divisió la temporada 1965-66, inclosos els partits de promoció davant el CE Sabadell FC. En les sis temporades al club disputa 170 partits de lliga. La temporada 1970-71 fitxà pel FC Barcelona, on romangué durant una dècada fins al 1980. Guanyà la finalíssima de la Copa de les Ciutats en Fires l'any 1971, la lliga de la temporada 1973-74, una Copa del Rei i la Recopa de la temporada 1978-79. En total disputà 229 partits de lliga en 11 temporades, en els quals marcà 9 gols.
Fou 13 cops internacional amb la selecció espanyola entre 1970 i 1975. També jugà un partit amb la selecció catalana el 1976.
Ha estat entrenador al futbol base del FC Barcelona, dirigint al FC Barcelona B en diverses etapes. És pare dels també futbolistes Enrique Álvarez Sanjuán i Óscar Álvarez Sanjuán.

## Palmarès
- 1 Recopa d'Europa de futbol: 1978-79
- 1 Finalíssima de la Copa de les Ciutats en Fires: 1971
- 1 Lliga espanyola de futbol: 1973-1974
- 1 Copa del Rei de futbol: 1978-79